# Euprymna tasmanica
Euprymna tasmanica är en bläckfiskart som först beskrevs av Pfeffer 1884.  Euprymna tasmanica ingår i släktet Euprymna och familjen Sepiolidae. IUCN kategoriserar arten globalt som otillräckligt studerad. Inga underarter finns listade i Catalogue of Life.